# Bambai Ka Babu
Pour plus de détails, voir Fiche technique et Distribution.
Bambai Ka Babu (बम्बई का बाबू) est un film indien de Bollywood, réalisé par Vikram Bhatt en 1996. C'est le remake d'un autre film de Bollywood paru en 1960. Il met en scène Saif Ali Khan, Atul Agnihotri et Kajol.

## Fiche technique
- Titre : Bambai Ka Babu
- Titre original : बम्बई का बाबू
- Réalisateur : Vikram Bhatt
- Producteur : Ravi Vachani et Gul Advani
- Scénariste  : Iqbal Raj
- Musique : Anand Chitragupth, Milind Chitragupth
- Caméra : Bhushan Patel
- Monteur : Waman B. Bhosle
- Sortie : 22 mars 1996
- Durée :
- Pays :  Inde
- Langage : Hindi

## Distribution
- Saif Ali Khan : Vikram
- Atul Agnihotri : Amit
- Kajol : Neha
- Vaishnavi : Anita
- Dalip Tahil : Masterji
- Vishwajeet Pradhan : Jaya Shetty
- Saeed Jaffrey : Père de Vicky
- Reema Lagoo : Beena, mère de Vicky
- Viju Khote : Vinayak More
- Mushtaq Khan : le commissaire D.A. Chauhan
- Harish Magon : l'inspecteur Sahu
- Manmauji : Restaurateur
- Sunil Dhawan
- Renu Joshi

## Musique
1. Bambai ka babu : Abhijeet & Chorus
2. Chori chori : Kumar Sanu & Alka Yagnik
3. Ham nikal pade : Kumar Sanu, Udit Narayan, Alka Yagnik & Bela Sulakh
4. Honge kabhi ab na juda : Kumar Sanu & Alka Yagnik
5. Sapne hai vade hai : Kumar Sanu & Sadhana Sargam
6. Tham zara : Kumar Sanu & Udit Narayan
7. Ure baba : Alisha Chinai